# All-Star
En el ámbito deportivo, un All-Star es un equipo formado por los mejores jugadores (las estrellas) de cada una de las posiciones de juego dentro de un deporte de equipo, como puede ser el béisbol, el baloncesto o el fútbol.

## All Star Baloncesto
En la actualidad en la NBA se disputa una serie de concursos (triples, mates, tiro y habilidad) y dos partidos (de las estrellas y de la zona Este vs Oeste). En el concurso de triples, cada participante (6 en total) tiran 30 tiros, 5 por carro (último balón de cada carro, llamada tricolor, vale 2 puntos).Los 3 mejores pasan a la final, y de esos tres el máximo encestador de triples será el campeón del concurso.En el concurso de mates, son 4 los participantes. Los 'mateadores' realizan dos mates por ronda valorados por un jurado. Los 2 más valorados pasan a la final donde también ejecutan 2 mates, el más valorado será el campeón. En el concurso de habilidad se disputa un circuito, en el que hay ejecutar dribling, tiro, bandeja y pases (picado y lateral). El que menos tiempo consiga en hacer el circuito es el campeón. En el primer concurso que se realiza la noche de los concursos 'All-Star' es el de tiro. En este hay 4 equipos formados por un jugador en la actualidad, una leyenda y una jugadora del equipo femenino en la WNBA. Los 3 jugadores realizan los tiros desde las posiciones indicadas hasta el último punto señalizado que está en el centro del campo, en este concurso se tienen que ir metiendo las canastas una tras una, si no se mete el tiro se vuelve a ejecutar hasta encestar. Por último, se celebra el 'All-Star Game' allí juegan las estrellas de la NBA en un partido Este vs Oeste.